# Christine Buci-Glucksmann
Christine Buci-Glucksmann ist eine französische Philosophin und emeritierte Professorin der
Universität Paris VIII. Ihre Schwerpunkte in der Lehre und Forschung lagen zuletzt bei der Ästhetik sowie
zeitgenössischen Kunst.
Der britische Staatstheoretiker Bob Jessop urteilt, dass Buci-Glucksmann in ihrem Werk über die Staatstheorie von Antonio Gramsci eine detaillierte Rekonstruktion dieser liefere.
Ebenso wie die marxistischen Theoretiker Louis Althusser und Nicos Poulantzas habe sie so die Theorien Gramscis entscheidend kritisiert und auch fortentwickelt. Buci-Glucksmann habe im Bezug auf Gramsci wichtige philologische Arbeit geleistet.
Zusammen mit dem schwedischen Soziologen Göran Therborn verfasste sie auch ein Werk über den Keynesianismus und dessen Auswirkungen auf Staat und Gesellschaft.

## Deutschsprachige Schriften (Auswahl)
- Gramsci und der Staat. Für eine materialistische Theorie der Philosophie,  Pahl-Rugenstein, Köln 1981, ISBN 978-3-7609-0568-6.
- zusammen mit Göran Therborn: Der sozialdemokratische Staat. Die Keynesianisierung der Gesellschaft, VSA-Verlag, Hamburg 1982, ISBN 978-3-87975-225-6.
- Walter Benjamin und die Utopie des Weiblichen, VSA-Verlag, Hamburg 1986, ISBN 978-3-87975-265-2 (Neuausgabe 2012, ISBN 978-3-89965-508-7).
- Der kartographische Blick in der Kunst, Merve, Berlin 1997, ISBN 978-3-88396-135-4.